# Villa Cerro Castillo
Pour les articles homonymes, voir Cerro Castillo.
Villa Cerro Castillo est une localité située dans la commune de Torres del Paine, et la dernière ville avant d'entrer dans le parc national de Torres del Paine, au Chili. Elle est située à 63 km au nord de Puerto Natales. Sa population est de 130 habitants, dont la plupart travaillent dans l'élevage. Elle se trouve dans le bassin hydrographique du río Serrano.
La plupart de ses bâtiments datent du début du siècle dernier et appartenaient à l'ancien ranch Cerro Castillo, considéré comme le plus grand de la partie continentale de la région.

## Colonisation
Des sources argentines ont revendiqué la perte du territoire occupé par les estancieros Tweede au nord du lac Toro, McPherson et Kark au sud-ouest de Castillo, en raison de la sentence arbitrale. Cependant, les critères de consensus ont exclu du territoire chilien les estancias qui avaient été réglées sous la domination magellanique.
Ainsi, les efforts des colons allemands et anglais et la décision administrative de Manuel Señoret ont consolidé le territoire actuel de la ligne de partage des eaux contestée à la fin du XIXe siècle. Cependant, l'effet démographique le plus important a été exercé par la Sociedad Explotadora de Tierra del Fuego (SETF), qui a d'abord racheté Rodolfo Stubenrauch et Augusto Kark, fondant l'estancia Cerro Castillo.